# Karl-Markus Gauß
Karl-Markus Gauß (ur. 14 maja 1954 w Salzburgu) – austriacki pisarz, eseista i wydawca. Mieszka i pracuje w Salzburgu.

## Życiorys
Gauß studiował germanistykę w Salzburgu. Wcześnie dał się poznać jako eseista, publikujący swe teksty na łamach pisma „Wiener Tagebuch”. Wraz z Ludwigiem Hartingerem zajmował się opracowywaniem spuścizny literackiej austriackiego pisarza Ernsta Fischera w wydawnictwie Frankfurter Sendler Verlag. Od 1991 r. Gauß pracuje jako wydawca i redaktor naczelny czasopisma literackiego „Literatur und Kritik”. Gauß pisze również dla ponadregionalnych gazet i czasopism niemieckojęzycznych, takich, jak „Die Zeit”, „Frankfurter Allgemeine Zeitung”, „Neue Zürcher Zeitung”, „Salzburger Nachrichten” czy „Die Presse”. W 2006 r. został członkiem Niemieckiej Akademii Języka i Literatury, a w 2007 otrzymał doktorat honoris causa uniwersytetu w Salzburgu.
Gauß wyróżnił się głównie na polu eseistyki. Chętnie podejmuje kwestie problemów kulturowych w społeczeństwach Europy Środkowej i Bałkanów, a także tematykę związaną najogólniej rzecz biorąc, z mniejszościami etnicznymi oraz niewielkimi wspólnotami etnicznymi Europy (Arboresze, Arumuni, Romowie, Łużyczanie, Sefardyjczycy).
Książki Gaußa ukazują się w przekładzie na język polski nakładem Wydawnictwa Czarne.

## Nagrody i wyróżnienia
- 2019 Odznaka Honorowa za Naukę i Sztukę I Klasy[1]
- 2007 Mitteleuropa-Preis
- 2006 Nagroda im. Georga Dehio
- 2005 Nagroda Manès-Sperber
- 2004 Nagroda im René Marcica
- 1998 Nagroda im. Bruno Kreiskiego za książkę Ins unentdeckte Österreich
- 1997 Nagroda im. Charlesa Veillona za książkę Alfabet europejski (Das Europäische Alphabet)
- 1994 Austriacka Nagroda Państwowa za publicystykę kulturalną

## Twórczość
- 1986 – Wann endet die Nacht. Über Albert Ehrenstein – ein Essay
- 1988 – Tinte ist bitter. Literarische Porträts aus Barbaropa – Essays
- 1989 – Der wohlwollende Despot. Über die Staatsschattengewächse – Essay
- 1991 – Die Vernichtung Mitteleuropas. Essays
- 1994 – Ritter, Tod und Teufel. Essay
- 1998 – Ins unentdeckte Österreich. Nachrufe und Attacken
- 1997 – Das europäische Alphabet (wyd. pol. pt. Europejski alfabet, 2006)
- 1999 – Der Mann, der ins Gefrierfach wollte. Albumblätter
- 2001 – Die sterbenden Europäer. Unterwegs zu den Sepharden von Sarajevo, Gottscheer Deutschen, Arbëreshe, Sorben und Aromunen (wyd. pol. Umierający Europejczycy: Podróże do sefardyjskich Żydów z Sarajewa, Niemców z Gottschee, Arboreszów, Łużyczan i Aromunów, 2006)
- 2002 – Mit mir, ohne mich. Ein Journal
- 2002 – Die unbekannten Europäer. Fotoreise zu den Aromunen, Sepharden, Gottscheern, Arbëreshe und Sorben (wraz z Kurtem Kaindlem)
- 2003 – Von nah, von fern. Ein Jahresbuch
- 2004 – Die Hundeesser von Svinia (wyd. pol. pt. Psożercy ze Svini, 2005)
- 2005 – Die versprengten Deutschen. Unterwegs in Litauen, durch die Zips und am Schwarzen Meer (wyd. pol. pt. Niemcy na peryferiach Europy: Wędrówki przez Litwę, Spisz i wzdłuż Morza Czarnego, 2006)
- 2005 – Wirtshausgespräche in der Erweiterungszone
- 2007 – Zu früh, zu spät
- 2010 – Im Wald der Metropolen (wyd. pol. pt. W gąszczu metropolii, 2012, nominacja do Literackiej Nagrody Europy Środkowej „Angelus”)